# Vijfkamp
De vijfkamp of pentathlon is een meerkamp in de atletiek. Officieel is er sinds 1981 alleen een indoorvijfkamp voor vrouwen, waarbij in één dag tijd vijf atletiekonderdelen worden gedaan.

## Geschiedenis
De oorsprong van de vijfkamp is de Griekse pentathlon. Tijdens de moderne Spelen van 1912 werd voor het eerst een mannen-vijfkamp georganiseerd. Ook tijdens de Spelen van 1920 en 1924 stond de discipline op het programma. De eerste editie in 1912 werd gewonnen door Jim Thorpe uit de Verenigde Staten, in 1920 en 1924 gevolgd door Eero Lehtonen uit Finland. Nadat was gebleken, dat Thorpe de amateurregels had gebroken, moest hij zijn gouden medaille afstaan aan Ferdinand Bie uit Noorwegen, die nu officieel als winnaar te boek staat. Pas in 1983 is Thorpe gerehabiliteerd.
Een outdoorversie van de vrouwen-vijfkamp bestaat sinds 1924. In 1981 is deze officieel vervangen door de zevenkamp en bestaat er  nog slechts een vijfkamp die indoor beoefend wordt.
Officieus bestaat er zowel voor vrouwen als mannen een outdoorvijfkamp, die bij masters ook een officiële status heeft. Bij de mannen bestaat deze vijfkamp uit verspringen, speerwerpen, 200 m, discuswerpen en 1500 m. Bij de vrouwen is het de vijfkamp zoals die in de jaren zeventig door alle vrouwen werd beoefend: 100 m horden, hoogspringen, kogelstoten, verspringen en 800 m.

Er is ook nog een werpvijfkamp, die vooral bij de masters populair is. Deze bestaat uit kogelslingeren, kogelstoten, discuswerpen, speerwerpen en gewichtwerpen.

## Huidige vijfkamp
De indoorvijfkamp voor vrouwen bestaat uit:
- 60 m horden
- 800 m
- hoogspringen
- verspringen
- kogelstoten

De atleten moeten de vijf onderdelen afwerken op één dag. Er wordt begonnen met 60 m horden, hoogspringen, kogelstoten in de voormiddag. In de namiddag volgen dan nog het verspringen en de 800 m.
De regels van de afzonderlijke nummers zijn van toepassing. Bij de werpnummers en het verspringen, mogen er echter slechts 3 pogingen in plaats van 6 ondernomen worden. Bij de loopnummers mag de atleet 2 valse starts veroorzaken in plaats van 1.
Bij elke discipline kunnen de atleten punten verdienen, volgens een systeem dat is vastgelegd door de IAAF (zie voor uitleg het artikel over de meerkamp).

## Ranglijst (top 15)
| Nr | Atlete                    | Land                | Punten | Datum            | Plaats      |
| -- | ------------------------- | ------------------- | ------ | ---------------- | ----------- |
| 1  | Nafissatou Thiam          | België              | 5055   | 3 maart 2023     | Istanboel   |
| 2  | Adrianna Sułek            | Polen               | 5014   | 3 maart 2023     | Istanboel   |
| 3  | Natalja Dobrynska         | Oekraïne            | 5013   | 9 maart 2012     | Istanboel   |
| 4  | Anna Hall                 | Verenigde Staten    | 5004   | 16 februari 2023 | Albuquerque |
| 5  | Katarina Johnson-Thompson | Verenigd Koninkrijk | 5000   | 6 maart 2015     | Praag       |
| 6  | Irina Belova              | GOS                 | 4991   | 15 februari 1992 | Berlijn     |
| 7  | Katarina Johnson-Thompson | Verenigd Koninkrijk | 4983   | 1 maart 2019     | Glasgow     |
| 8  | Jessica Ennis             | Verenigd Koninkrijk | 4965   | 9 maart 2012     | Istanboel   |
| 9  | Carolina Klüft            | Zweden              | 4948   | 4 maart 2005     | Madrid      |
| 10 | Carolina Klüft            | Zweden              | 4944   | 2 maart 2007     | Birmingham  |
| 11 | Jessica Ennis             | Verenigd Koninkrijk | 4937   | 13 maart 2010    | Doha        |
| 12 | Carolina Klüft            | Zweden              | 4933   | 14 maart 2003    | Birmingham  |
| 13 | Noor Vidts                | België              | 4929   | 18 maart 2022    | Belgrado    |
| 14 | Kelly Sotherton           | Verenigd Koninkrijk | 4927   | 2 maart 2007     | Birmingham  |
| 15 | Nafissatou Thiam          | België              | 4904   | 5 maart 2021     | Toruń       |

Bijgewerkt 5 maart 2023